# Carebara incerta
Carebara incerta är en myrart som beskrevs av Santschi 1923. Carebara incerta ingår i släktet Carebara och familjen myror. Inga underarter finns listade.